# 田端光美
田端 光美（たばた てるみ、1932年9月10日 - 2023年3月24日）は、日本の社会福祉学者。日本女子大学名誉教授。

## 経歴
北海道函館市生まれ。1995年3月、日本女子大学家政学部社会福祉学科卒業、日本女子大学附属農家生活研究所助手。1968年、同大学文学部社会福祉学科専任講師、1973年同助教授、1982年同教授、グラスゴー大学社会科学部客員研究員。1990年日本女子大学人間社会学部教授。2001年定年退職、名誉教授。北九州市立大学社会システム研究科教授、北海道浅井学園大学人間福祉学部客員教授。2004年「イギリス地域福祉の形成と展開」で東洋大学より博士（社会福祉学）を取得。

## 著書
- 『日本の農村福祉』勁草書房 1982
- 『坂と海と』ドメス出版 2001
- 『イギリス地域福祉の形成と展開』有斐閣 2003

### 共編著
- 『地域福祉論』編著 建帛社 社会福祉選書 2001
- 『新・セミナー介護福祉 家政学概論』一番ケ瀬康子,江澤郁子共編 ミネルヴァ書房 2002
- 『エンサイクロペディア社会福祉学』仲村優一,一番ヶ瀬康子,右田紀久恵監修 岡本民夫,濱野一郎,古川孝順,宮田和明共編 中央法規出版 2007
- 『一番ケ瀬社会福祉論の再検討 生活権保障の視点とその広がり』岩田正美,古川孝順共編著 ミネルヴァ書房 2013

### 翻訳
- ノーマン・ジョンソン『イギリスの民間社会福祉活動 その歴史と現状』監訳 全国社会福祉協議会 1989
- ピーター・デカルマー,フランク・グレンデニング編著『高齢者虐待 発見・予防のために』杉岡直人共監訳 ミネルヴァ書房 Minerva福祉ライブラリー 1998

### 監修
- 『ケア・福祉のしごとまるごとガイド』監修 ミネルヴァ書房 1999

## 参考
- 田端光美教授経歴・主要著作一覧  社会福祉 2000
- 『現代日本人名録』2002年
- [ISBN　978-4-8107-0546-1]